# Москвичёв, Игорь Евгеньевич
Игорь Евгеньевич Москвичёв (род. 6 ноября 1971, Марьинка, Донецкая область) — украинский игрок в мини-футбол. Начинал свои выступления в 1993 году в команде «Огнеупорщик» из Красногоровки, после чего выступал за «Уголёк» (Макеевка), «Локомотив» (Одесса), «Виннер-Форд» (Запорожье) и «Запорожкокс» (Запорожье). Является многократным чемпионом Украины в качестве игрока донецкого клуба «Шахтёр». После завершения игровой карьеры перешёл на тренерскую работу и возглавлял «Енакиевец». С 2015 по 2017 год являлся главным тренером клуба «Продэксим» (Херсон), который выступает в экстра-лиге Украины.